# Cultrichthys compressocorpus
Cultrichthys compressocorpus är en fiskart som först beskrevs av Yih och Chu, 1959.  Cultrichthys compressocorpus ingår i släktet Cultrichthys och familjen karpfiskar. Inga underarter finns listade i Catalogue of Life.